# TIA-568B
ANSI/TIA-568 es un set de estándares desarrollado por la Telecommunications Industry Association referido al cableado comercial para productos y servicios de telecomunicaciones. 
El estándar ANSI/TIA-568 se publicó por primera vez en 1991, luego en 1995, en 2001 y en 2009 las revisiones A, B y C respectivamente. El estándar actual es la versión ANSI/TIA-568D.
Lo más distintivo de esta norma, es la asignación de pines/pares para cable de par trenzado equilibrado de 100 Ω y  8 conductores. Dicha asignación se denomina T568A y T568B.

## Historia
El estándar TIA/EIA-568 se desarrolló gracias a la contribución de más de 60 organizaciones, incluyendo fabricantes, usuarios finales, y consultores. Los trabajos para la estandarización comenzaron en 1985, cuando la “Asociación para la Industria de las Comunicaciones y las Computadoras” (CCIA) solicitó a la “Alianza de Industrias de Electrónica” (EIA), una organización de normalización, que definiera un estándar para el cableado de sistemas de telecomunicaciones. EIA acordó el desarrollo de un conjunto de normas, y se formó el comité TR-42, para desarrollar el trabajo. Este, sigue siendo mantenido por el TR-42, pero EIA ya no existe por lo cual ha sido eliminado del nombre.
La primera revisión del estándar, TIA/EIA-568-A.1-1991, se emitió en 1991 y fue actualizada en 1995. La demanda comercial de sistemas de cableado aumentó fuertemente en aquel período, debido a los avances de tecnológicos con respecto a ordenadores personales y redes de comunicación de datos. El desarrollo de cables de par trenzado de altas prestaciones y la popularización de fibras ópticas, llevaron también a actualizaciones significativas en el estándar. Dichos cambios fueron reflejados en la revisión C en 2009 y posteriormente reemplazados con la serie D.

## Objetivos
ANSI/TIA-568 normaliza un sistema de cableado estructurado para edificios comerciales, y para interconectar edificios de un mismo campus. Esto incluye
tipos, conectores y terminaciones de los cables, distancias, arquitectura de cableado, rendimiento y características de instalación y métodos de prueba de la misma.
El estándar actual, ANSI/TIA-568.0-D define los requisitos generales, mientras que ANSI/TIA-568.C-2 se enfoca en los componentes de los sistemas de par trenzado. ANSI/TIA-568.3-D adiciona los componentes de Fibra Óptica, y ANSI/TIA-568.4-D los de Cable coaxial
El propósito de esta norma es el de proporcionar una serie de "prácticas recomendadas" para el diseño e instalación de sistemas de cableado que abarquen una amplia variedad de servicios, tanto existentes como futuros. Los desarrolladores comenzaron con la idea de proporcionar una vida útil de al menos 10 años. Este esfuerzo tuvo éxito hasta el momento, por ejemplo, la definición del cableado de categoría 5 en 1991 satisfizo los requisitos para 1000BASE-T lanzado en 1991. 
Todos estos documentos acompañan a estándares relacionados que definen caminos y espacios comerciales (569-A), cableado residencial (570-A), estándares de administración (606), tomas de tierra (607) y cableado exterior (758).

## Categorías de cables
El estándar define las categorías de par trenzado no blindado con distintos niveles de performance de ancho de señal, pérdidas por inserción y paradiafonía. Generalmente, incrementar el número de categoría implica mejores prestaciones (como por ejemplo, mayor velocidad de transmisión de datos). La edición de 1995 define las categorías 3, 4 y 5, excluyendo a las 1 y 2 ya que éstas sólo pueden ser utilizadas para la transmisión de voz y no de datos (referencia). La versión actual incluye: Categoría 5e (100 MHz), 6 (250 MHz), 6A (500 MHz), 7 (600MHz), y 8 (2,000 MHz).

## Topologías de sistemas de cable estructurado
Se define una arquitectura jerárquica de un sistema de cableado, en el que una conexión cruzada principal se conecta a través de una red en estrella a través del cableado backbone a conexiones cruzadas intermedias (ICC) y conexiones cruzadas horizontales (HCC). Los diseños de telecomunicaciones tradicionales utilizaban topologías similares, por lo cual es común referirse a los conectores cruzados por sus antiguos nombres, tales como "marcos de distribución" (con las diversas jerarquías llamadas MDFs, IDFs y armarios de cableado). El cableado backbone se utiliza también para interconectar las instalaciones de entrada (como los puntos de demarcación de telecomunicaciones) a la conexión cruzada principal. 
Las conexiones cruzadas horizontales proporcionan un punto para la consolidación de todo el cableado horizontal, que como ya se mencionó, se extiende en topología estrella a áreas de trabajo individuales como cubículos y oficinas. Según TIA/EIA-568B, la distancia máxima permitida del cable horizontal es de 90m, ya sea fibra óptica o par trenzado, y no pudiendo superar los 100m de longitud total máxima incluyendo los cables de conexión. Éstos no pueden tener más de 5 m. 
Los puntos de consolidación opcional o puntos de transmisión están permitidos en cables horizontales, aunque muchos expertos de la industria desaniman de utilizarlos. En áreas de trabajo, los equipos están conectados al cableado horizontal mediante parches.
El TIA/EIA-568 también define características y requisitos del cableado par instalaciones de entrada, habitaciones de equipos y de telecomunicaciones.

## Las terminaciones T568A y T568B
La terminación T568A, es la adecuada para velocidades de transmisión de la red superiores a 100 Mbps.
Tal vez una característica más conocida y discutida del TIA/EIA-568-B.1-2001 es la definición de las asignaciones pin/par para el par trenzado balanceado de 100 ohm para ocho conductores, como los cables UTP de Categoría 3, 5 y 6. Estas asignaciones son llamadas T568A y T568B y definen el pinout, u orden de conexiones, para cables en RJ-45 ocho pines modulares y jacks. Estas definiciones consumen solo una de las 468 páginas de los documentos, una cantidad desproporcionada. Esto se debe a que los cables que están terminados con diferentes estándares en cada terminación no funcionarán correctamente.
El TIA/EIA-568-B especifica los cables que deberían estar terminados utilizando las asignaciones pin/par del T568A, "u opcionalmente, por el [T568B] si fuera necesario acomodar ciertos sistemas de cableado de 8 pines." A pesar de esta instrucción, muchas organizaciones continúan implementando el T568B por varias razones, principalmente asociados con la tradición (el T568B es equivalente al AT&T 258A). Las recomendaciones de Telecomunicaciones Federales de los Sistemas de Comunicación Nacional de Estados Unidos no reconocen T568B.
El color primario de los pares es: azul (par 1), naranja (par 2), verde (par 3) y marrón (par 4). Cada par consiste en un conductor de color sólido y un segundo conductor que es blanco con una línea del mismo color. Las asignaciones específicas de pares de pines de conectores varían entre los estándares T568A y T568B.
Los estándares 568A y 568B tienen una gran cantidad de casos de uso, pero el estándar 568A parece ser el más común en las redes actuales.

### Cableado
Respecto al estándar de conexión, los pines en un conector RJ-45 modular están numerados del 1 al 8, siendo el pin 1 el del extremo izquierdo del conector, y el pin 8 el del extremo derecho. Los pines del conector hembra (jack ) se numeran de la misma manera para que coincidan con esta numeración, siendo el pin 1 el del extremo derecho y el pin 8 el del extremo izquierdo.
La asignación de pares de cables son como sigue:
| Pin | Color T568A          | Color T568B          | Pines en conector macho (en conector hembra se invierten) |
| --- | -------------------- | -------------------- | --------------------------------------------------------- |
| 1   | Blanco/Verde (W-G)   | Blanco/Naranja (W-O) |                                                           |
| 2   | Verde (G)            | Naranja (O)          |                                                           |
| 3   | Blanco/Naranja (W-O) | Blanco/Verde (W-G)   |                                                           |
| 4   | Azul (BL)            | Azul (BL)            |                                                           |
| 5   | Blanco/Azul (W-BL)   | Blanco/Azul (W-BL)   |                                                           |
| 6   | Naranja (O)          | Verde (G)            |                                                           |
| 7   | Blanco/Marrón (W-BR) | Blanco/Marrón (W-BR) |                                                           |
| 8   | Marrón (BR)          | Marrón (BR)          |                                                           |

Nótese que la única diferencia entre T568A y T568B es que los pares 1, 2, 3 y 6 (Naranja y Verde) están alternados. Ambos estándares conectan los cables "directamente", es decir, los pines 1 a 8 de cada extremo se conectan con los pines 1 a 8, respectivamente, en el otro. Asimismo, los mismos pares de cables están emparejados en ambos estándares: pines 1-2, 3- 6, 4-5 y 7-8. Y aunque muchos cables implementan pequeñas diferencias eléctricas entre cables, estos efectos son inapreciables, de manera que los cables que utilicen cualquier estándar son intercambiables.
Además esta norma debe ser utilizada para impedir la interferencia por señales electromagnéticas generadas por cada hilo, de manera que pueda aprovechar el cable a una mayor longitud sin afectar en su rendimiento, es decir a la mayor velocidad; por eso los cables de red deben ser resistentes a la interferencia externa, tales como las ondas electromagnéticas de impresoras, monitores, teléfonos, unidades de aire acondicionado u otros equipos eléctricos. Tal interferencia distorsiona la señal transmitida, ocasionando errores.
Por eso también además se catalogan las conexiones bajo las categorías Cat 5, (inferior a 100Mbps) y Cat 6 (superior a 100Mbps); aunque ambos estándares de conexión de los pines, T568A y T568B, se utilizan para Cat 5 y para Cat 6, en ambos se utilizan los pares trenzados del cable para reducir las interferencias, pero el T568A tiene una mayor inmunidad; sin olvidar que el cable Cat 6 utiliza un mejor aislamiento y más vueltas del aislante.
Otra fuente importante de interferencia es la señal de los otros hilos, adicional a utilizar la conexión de los pines T568A, el cable Cat 6 reduce esta interferencia separando los pares de cables con una tablilla de plástico que recorre toda la longitud del cable; pero en el conector Cat 6 tipo RJ-45, hay una especie de plantilla plástica para evitar el contacto de los cables dentro del conector, pero hay que tener cuidado tratando de desentorchar lo mínimo posible los pares (el cable), además de quitar el mínimo de forro/aislante necesario/posible.

### Uso para conectividad T1
En el servicio T1, se utilizan los pares 1 y 3 y el jack USOC-8 es cableado según las especificaciones del RJ-48C. La terminación en jack Telco es frecuentemente cableada según RJ-48X, que proporciona un bucle de Transmisión-Recepción cuando la conexión está retraída.
Los vendedores de cables a menudo cablean pines invertidos, p.ej. los pines 1 y 2 invertidos, o los pines 4 y 5 invertidos. Esto no tiene efecto en la calidad de la señal T1, que es completamente diferencial y utiliza el esquema de señalización AMI.

### Retrocompatibilidad
Debido a que el cable 1 se conecta con los pines centrales (4 y 5) del conector RJ-45 en ambos estándares T568A y T568B, estos son compatibles en la primera línea de conectores RJ-11, RJ-14, RJ-25 y RJ-61 que tienen el primer par en el centro de estos conectores.
Si la segunda línea de un conector RJ-14, RJ-25 o RJ-61 es usada, esta se conecta con el segundo par (naranja/blanco) de los conectores cableados a un T568A, mientras que el par 3 (verde/blanco) es usado en conectores cableados con el estándar T568B. Esto hace al estándar T568B potencialmente confuso en aplicaciones telefónicas.
Si se requiere crear un cable cruzado (cuando las funciones de ambos equipos son iguales), por ejemplo para conectar dos PC punto a punto usamos las dos normas T568A y T568B: la A por un lado del cable y la B por el otro lado del cable.
Si se requiere crear un cable directo (cuando las funciones de los equipos a conectar sean diferentes), por ejemplo para conectar un PC a un hub switch, router, Radio NanoStation, podemos usar cualquiera de las dos anteriores pero la misma configuración en ambas puntas del cable.

### Teoría
La idea original en el cableado de conectores modulares, que se ve ejemplificado en los RJ-45, fue que el primer par iría en las posiciones centrales, el siguiente par en las siguientes y así. También, el blindaje de la señal estaría optimizado alterna